# Ulrike Gimsa
Ulrike Gimsa (* 3. September 1967 in Merseburg) ist eine deutsche Biophysikerin. Gimsa ist Leiterin der Abteilung Psychophysiologie am Forschungsinstitut für Nutztierbiologie in Dummerstorf und außerplanmäßige Professorin an der Universität Rostock.

## Ausbildung und Beruf
1986 machte Gimsa in Berlin Abitur und begann an der Humboldt-Universität zu Berlin ein Studium der Biophysik. Nach einer Unterbrechung durch einen Forschungsaufenthalt an der University of Minnesota schloss sie das Studium als Diplom-Biophysikerin ab. Anschließend arbeitete sie am Bundesinstitut für gesundheitlichen Verbraucherschutz und Veterinärmedizin an ihrer Dissertation; sie untersuchte dabei Wechselwirkungen von Influenzaviren im Menschen und im Schwein mit Inhibitoren. 1995 reichte sie die Arbeit an der Humboldt-Universität ein und wurde zum Dr. rer. nat. promoviert. Es folgte bis 1997 wissenschaftliche Arbeit am Deutschen Rheuma-Forschungszentrum in Berlin und ein Forschungsaufenthalt am National Institute of Allergy and Infectious Diseases in Bethesda (Maryland). Von 1998 bis 2001 war sie wissenschaftliche Mitarbeiterin am Institut für Zell- und Neurobiologie der Charité. An der Charité habilitierte sie sich 2004; Thema der Habilitationsschrift war die Rolle von T-Zellen bei der Entwicklung von Autoimmunerkrankungen, besonders des Zentralnervensystems.
Nach einem Forschungsaufenthalt zur Neurobiologie an der Neurologischen Klinik der Universität Rostock leitete sie dort eine Arbeitsgruppe zu Neurodegenerativen Erkrankungen. An das Forschungsinstitut für Nutztierbiologie in Dummerstorf wechselte sie 2006. Sie leitete dort die Arbeitsgruppe Neuroimmunologie, bis sie 2013 die dortige Abteilung Psychophysiologie übernahm. Seit 2012 ist Gimsa auch außerplanmäßige Professorin für Immunologie an der Universität Rostock.

## Interessengebiete
Die Hauptarbeitsfelder Gimsas liegen auf den Gebieten der Psychoneuroendokrinologie und der Psychoimmunologie. Beispiele von Themen ihrer Arbeitsgruppe:
- Auswirkungen des Tumornekrosefaktors auf das neuroendokrine System und angstähnliches Verhalten bei Tieren[2]
- Beziehung zwischen Leukozytenparametern und Futterverwertung bei Nutztieren[3]
- Die Funktion des Rückensegels des Spinosaurus aegyptiacus[4]
- Beziehungen zwischen Emission von Methan und Immunantwort bei Milchkühen[5]
- Auswirkungen der frühen Trennung vom Muttertier auf Immunantwort und Krankheitsverläufe bei Nutztieren[6]
- Stressbezogenes Verhalten und seine neuroendokrin vermittelten Auswirkungen auf die Immunantwort[7]

## Werke (Auswahl)
- Wechselwirkungen humaner und porciner Influenza-A-Viren mit Seruminhibitoren. Dissertation. Humboldt-Universität zu Berlin, 1995.
- T-Zell-vermittelte Autoimmunität – die Rolle von T-Zellen verschiedener Phänotypen und deren Interaktion mit dem betroffenen Gewebe unter besonderer Beachtung des Zentralnervensystems. Habilitationsschrift. Humboldt-Universität zu Berlin, 2003. (edoc.hu-berlin.de, Digitalisat)
- mit Anke Scheunemann, Derk Wachner, Jan Sakowski Philipp Köster und Jan Gimsa: Effekte hochfrequenter elektromagnetischer Felder auf zellulärer Ebene – eine Literaturstudie. Shaker, Aachen 2006, ISBN 3-8322-5251-7.